# Louis Mazy
Louis Mazy était un concessionnaire et pilote automobile français, installé en Russie.  

## Biographie

Une Gladiator 3 1/2HP Phaeton, de 1899.

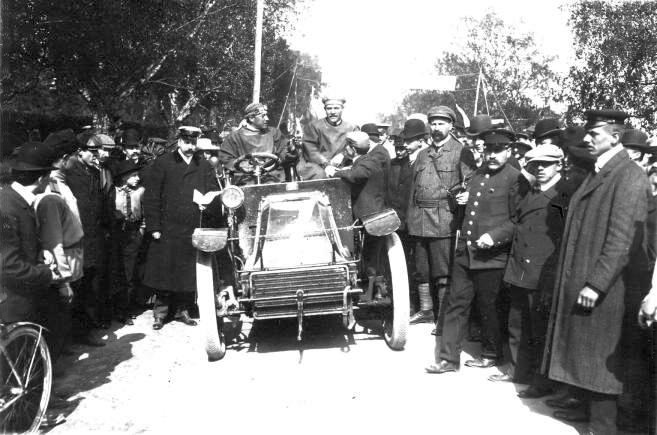
Une voiture française Charron (ici lors du Moscou-Saint-Pétersbourg 1907).

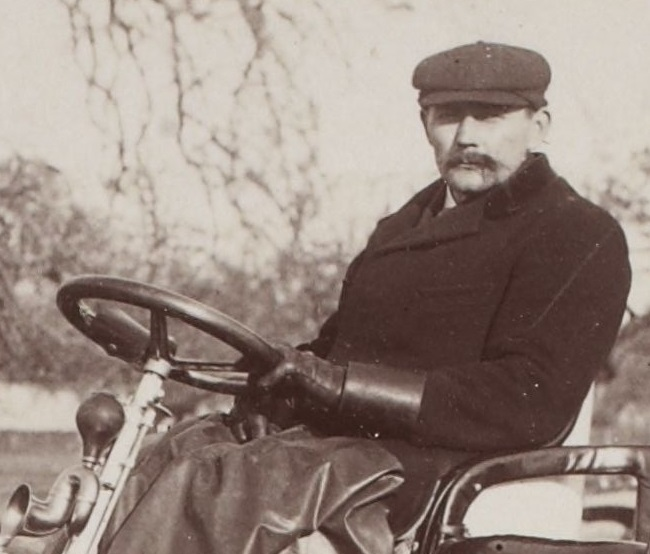
Hippolyte-Auguste Deschamps (ici à la côte de Gaillon 1902).

À l'ouverture de sa boutique à Saint-Pétersbourg, la capitale de l'Empire russe ne compte que douze voitures en circulation, onze Benz et une Delahaye proche copie des précédentes allemandes, le reste du parc motorisé de la ville étant constitué de motocyclettes.
À l'époque, représentant depuis 1898 des marques Clément, Gladiator et Phébus (de) pour la Russie, il remporte en 1899 la course Moscou-Saint-Pétersbourg, embarqué sur voiture à moteur De Dion-Bouton 2.25HP, après avoir abandonné dans la première édition de Saint-Pétersbourg-Strelna-Saint-Pétersbourg mi-octobre 1898 sur un tricycle Clément à moteur De Dion-Bouton 1.5HP, une course de plus de 40 kilomètres (soit 40 verstes) qui est la première compétition en voiture sur route du pays, organisée par Mazet l'année même de l'ouverture de son magasin, sous l'égide de l'Union-cycliste de Saint-Pétersbourg (coupe de l'Obschestva Velosipednoy Ezdy) et du magazine Samokat (littéralement Kick scooter, alors de parution hebdomadaire et créé en 1894). Départ à la station de chemin de fer Aleksandrovo (désormais Aleksandrovskaya) en direction de Varsovie, et demi-tour par Strelne (sur la route de Volhonskoe). Partie en éclaireur sur la route enneigée avec quelques concurrents la veille, la Clément de Mazet dérape ; l'autre Français participant le lendemain est Alphonse Merle (deuxième finalement). Durant la course, le concessionnaire français doit abandonner au village de Kairova, rebroussant alors par prudence plus lentement chemin sur problème mécanique (il sera néanmoins classé sixième, sur les sept partants) pour arriver à la station du départ trois-quart d'heure après son départ.
Sept mois plus tard, en mai 1899, Saint-Pétersbourg organise sa première course de vitesse sur anneau pour tricycles (les tricars -ou voiturettes- évoluant alors parmi des motos), au vélodrome de Kamennoostrovskyi. Mazy y parcourt le quart de mile en 26 secondes à 55.7 km/h de moyenne, et sort vainqueur de l'épreuve avec le tricycle Clément de 1.75HP. Le vainqueur est décidé au meilleur des 53 tours de circuit parcourus d'affilée (Kumel effectuant le trajet total en moins de 25 minutes).
En 1899 toujours, la distance à parcourir entre Moscou et Saint-Pétersbourg est ensuite fixée à 650 verstes. Les voitures sont incluses dans le déroulement d'une course cycliste préétablie, pour faciliter l'organisation. Les six compétiteurs partent le 20 juin, et Mazy est à bord d'une Clément-De Dion de 2,25HP quatre places à quatre roues, avec selles de bicyclettes. L'autre représentant français est Comber. Le trajet passe par Torzhok, Vyshnyi Volochek, Nizhnyi Novgorod, et Tsarskoe Selo (il est exactement de 693.42 kilomètres). Mazet mène de bout en bout pour arriver près de 27 heures après son départ (seul autre classé le russe Trubetskoi, 16 heures plus tard). 
À la fin août 1899 le Prix Samokat est instauré, sur 100 verstes cette fois, autour de Ligovo (en passant par Gatchina, Krasnoïe Selo, Strelna, et Volhonka). Mazy s'impose encore devant sept autres candidats, en 2 heures 43' à 32.12 km/h de moyenne. Tous sont sur des tricycles Clément (vendus par ses soins).
Mazy espère ainsi au travers des courses dans lesquelles il donne physiquement de sa personne -et de ses trois victoires rapprochées- augmenter conséquemment ses chiffres de ventes, sa publicité étant alors bien assurée au détriment de Benz. 
À la mi-janvier 1900, il ne participe pas à la deuxième coupe de l'Union-cycliste de Saint-Pétersbourg (la première étant le Saint-Pétersbourg-Strelna-Saint-Pétersbourg d'octobre 1898), sur 65 vestres en passant par Krasnoe Selo, Gatchina, et Pulkovo, toujours depuis la station Alexandrovskaya. Il termine néanmoins le 11 juin seconde voiture de la course Louga-Saint-Pétersbourg, avec une voiturette Starley-Psycho 3.5HP malgré des fuites d'eau au circuit de refroidissement, une compétition remportée largement par l'unique tricycle à l'arrivée, le De Dion-Bouton du français Hippolyte-Auguste Deschamps, après 145 vestres de parcours (organisation toujours par Samokat), puis Mazy abandonne moins d'un mois plus tard le 8 juillet lors du Moscou-Saint-Pétersbourg disputé sur 693 kilomètres avec sa voiturette, course remportée en solitaire encore une fois par Deschamps sur le De Dion-Bouton de 2.25HP, les deux autres participants ayant du renoncer. Un an plus tard, le 17 juillet 1901, Mazet obtient sa dernière victoire, lors de la troisième édition de cette même course de 693 kilomètres encore une fois, associé alors à Vadim Mikhaïlov sur une voiture Starley anglaise à moteur Bertrand 6.5HP.
Pour la compétition Moscou-Saint-Petersbourg de 1901, Louis Mazy engage l'une des voitures produites sur son usine russe de production de Starley-Psycho. Alors que la partie technique reste identique au modèle originel, y compris le moteur Aster 6 hp standart, la carrosserie est totalement nouvelle, avec deux sièges au lieu de quatre sur l'original français de base, et beaucoup plus légère avec certains panneaux en aluminium. Elle est l'une des toutes dernières qu'il peut fabriquer, car le 8 août 1901 un incendie se déclare dans l'unité de production. 200 bicyclettes et 6 tricycles sont alors détruits, ce qui oblige Mazy à revenir dans son pays natal, après une ultime course russe en 1902 et la vente du véhicule 6 hp à Port-Arthur.